# Médulles
Ne doit pas être confondu avec Médules.
Les Médulles ou Medulli sont un des peuples gaulois contrôlant l'accès aux cols alpins, aujourd'hui situés en Maurienne (avec les Graiocèles en Haute Maurienne, les Ceutrons en vallée de la Tarentaise et Haut-Faucigny et les Salasses en Val d'Aoste).

## Nom
D'après les historiens, les Médulles auraient été d'excellents apiculteurs et tireraient leur nom de cette activité,.
Le nom de ce peuple est ainsi très probablement un dérivé avec un suffixe hypocoristique du mot celte, *medu-, traduit par hydromel, ivresse ,. Les Médulles seraient ainsi les doux ou encore les buveurs d'hydromel.

## Localisation
L'implantation des Médulles est connue par les auteurs latins.

D'après Strabon (IV, 6, 5), ce peuple « occupe les plus hautes cimes », soit la haute-vallée de l'Arc. L'auteur donne d'ailleurs pour localisation : 

« Les peuples qui viennent après les Vocontiens sont les Iconiens', les Tricoriens, et plus loin, sur les dernières cimes des Alpes, les Médulles. Ces dernières cimes s'élèvent tout à fait à pic : on compte 100 stades pour y monter, et autant pour redescendre de l'autre côté jusqu'à la frontière d'Italie. Une fois en haut l'on découvre, au fond de certaines dépressions de la montagne, d'abord un grand lac, puis deux sources assez rapprochées. , de l'une desquelles s'échappent le Druentiasn véritable torrent qui se précipite dans le Rhône, et, à l'opposite du Druentias, le Durias (affluent du Pô). »

Il précise même, qu'ils se trouvent fort au-dessus de la jonction de l'Isère et du Rhône. Le lac indiqué doit être celui situé à proximité du Mont-Cenis et l'accès difficile au col du Petit-Saint-Bernard. Ptolémée indique lui qu'ils se situent immédiatement au nord des Allobroges. D'après Guy Barruol, la présence des Médulles en Maurienne remonterait au IIIe siècle, si ce n'est plus tôt.

Vue sur le versant sud de la haute-Maurienne, avec le col du Mont-Cenis et son lac au centre.

Les Médulles contrôlent ainsi la haute-vallée et le col du Mont-Cenis, tandis que les Graiocèles sont installés dans les parties basses et moyennes de la vallée de Maurienne (Aiguebelle, Saint-Michel-de-Maurienne). Ils font principalement le commerce des métaux (étain, fer, cuivre).
Vitruve (De architectura, VIII, 3, 17) mentionne le « pays des Médulles » chez qui on trouve de « une espèce d'eau qui fait enfler la gorge de ceux qui en boivent ». Il s'agit là de la première mention de l'affection appelée « goître »,.

## Romanisation tardive
Les Médulles combattent contre les Romains et ne sont soumis qu'en -16. Cette victoire sur les peuples alpins est commémorée sur l'arc de triomphe de Suse (9-8 avant J.C.), ainsi que celui de la Turbie (7-6 avant J.C). L'arc de Suse, où le nom des Médulles côtoie entre autres celui des Salasses ou des Graiocèles, rappelle le nom des quatorze peuples placés sous la dépendance du roi Marcus Julius Cottius, fils de Donnus. 
Le pays des Médulles est alors intégré à la province des Alpes Cottiennes,.